# Laguna Blanca (kommun)
Laguna Blanca är en kommun i Chile.   Den ligger i provinsen Provincia de Magallanes och regionen Región de Magallanes y de la Antártica Chilena, i den södra delen av landet, 2 100 km söder om huvudstaden Santiago de Chile.
Trakten runt Laguna Blanca består i huvudsak av gräsmarker. Trakten runt Laguna Blanca är nära nog obefolkad, med mindre än två invånare per kvadratkilometer.